# USS LST-625
O USS LST-625 foi um navio de guerra norte-americano da classe LST que operou durante a Segunda Guerra Mundial.